# Attentat de Mogadiscio du 3 août 2008
Pour les articles homonymes, voir Attentat de Mogadiscio.
L' attentat à la bombe à Mogadiscio en 2008 s'est produit le 3 août 2008 à Mogadiscio, la capitale de la Somalie . Un attentat à la bombe en bordure d'une route a tué 21 femmes qui nettoyaient des ordures dans une rue du sud de Mogadiscio dimanche matin, a déclaré un responsable de l'hôpital. 
L'attentat à la bombe a blessé 46 autres personnes, la plupart des femmes somaliennes qui s'étaient rassemblées pour nettoyer la route de Maka Al Mukarama dans le district du kilomètre 4 du sud de Mogadiscio, selon le directeur de l'hôpital de Medina, le Dr Dahir Dhere.

## Enquête
On ignore le commanditaire de l'attaque.
Le maire de Mogadiscio, Mohamed Omar Habeb Dhere, récemment limogé par le Premier ministre du pays, a accusé l'Union des tribunaux islamiques d'avoir mené l'attaque. Mais le chef du groupe d'insurgés islamistes, Abid Rahim Ise Adow, a nié toute implication et a accusé le gouvernement somalien d' avoir orchestré l'attaque.
Les victimes participaient à un programme qui permet aux femmes somaliennes de travailler comme nettoyeuses de rue en échange de nourriture. Le Programme alimentaire mondial des Nations Unies a organisé le programme, qui a débuté l'année dernière et est administré par l'autorité régionale de Mogadiscio.